# Connectivity Standards Alliance
La Connectivity Standards Alliance (CSA), abans Zigbee Alliance, és un grup d'empreses que mantenen i publiquen l'estàndard Zigbee and Matter, juntament amb altres.

## Pertinença
Amb els anys, els membres de l'Aliança han crescut fins a més de 500 empreses, incloses Amazon, Apple, Comcast, Google, Yandex, Ikea i Samsung SmartThings.

### Nivells de pertinença
La CSA té quatre nivells de pertinença: associat, adoptant, participant i promotor.
La subscripció a soci és gratuïta. No obstant això, només permet al membre marcar productes certificats de marca blanca i utilitzar les marques registrades de Alliance Certification per un producte i una tarifa anual.
Els membres adoptants poden accedir a les especificacions i estàndards CSA completats, com ara Zigbee. També tenen accés als logotips i marques comercials de la tecnologia Alliance per als productes certificats.
Els membres participants tenen drets de vot als equips del grup de treball de l'Aliança i tenen un paper en el desenvolupament de Zigbee o Matter juntament amb l'accés als grups de treball tècnics de l'Aliança, i tenen accés anticipat a les especificacions i estàndards per al desenvolupament de productes.
Els membres promotors gaudeixen de tots els avantatges de la resta de membres, així com ajuden a liderar amb l'aprovació final de tots els estàndards desenvolupats per l'Aliança en ocupar un lloc a la Junta Directiva de l'Aliança. Paguen una quota d'iniciació única desconeguda, així com una quota anual de 105.000 dòlars. A partir de 2024, hi ha 33 membres promotors de la CSA que faciliten la promoció i la publicitat dels estàndards desenvolupats per CSA, principalment Matter.
L'Aliança també té dos grups de membres regionals a la Xina i Europa : el Connectivity Standards Alliance Member Group China (CMGC) està format per membres amb l'objectiu de promoure les tecnologies de l'Aliança al mercat xinès. El Grup d'Interès Europeu (EIG), format per més de 98 empreses membres i 216 membres individuals, es centra en el mercat europeu.

## Aliança
El nom Zigbee és una marca registrada d'aquest grup i no és una norma tècnica única. L'organització publica perfils d'aplicacions que permeten a diversos fabricants d'equips originals (OEM) crear productes interoperables. La relació entre IEEE 802.15.4 i Zigbee és similar a la que hi ha entre IEEE 802.11 i Wi-Fi Alliance.
Els requisits per ser membre de l'Aliança causen problemes als desenvolupadors de programari lliure que treballen amb Zigbee perquè la quota anual entra en conflicte amb la Llicència Pública General de GNU. Els requisits perquè els desenvolupadors s'uneixin al CSA també entren en conflicte amb la majoria d'altres llicències de programari lliure. S'ha demanat al consell d'administració de CSA que faci la seva llicència compatible amb GPL, però es va negar. Bluetooth té implementacions amb llicència GPL. Tanmateix, l'SDK de Matter principal té llicència sota Apache 2.0 juntament amb les implementacions Typescript i Rust.
Els requisits per ser membre de l'Aliança causen problemes als desenvolupadors de programari lliure que treballen amb Zigbee perquè la quota anual entra en conflicte amb la Llicència Pública General de GNU. Els requisits perquè els desenvolupadors s'uneixin al CSA també entren en conflicte amb la majoria d'altres llicències de programari lliure. S'ha demanat al consell d'administració de CSA que faci la seva llicència compatible amb GPL, però es va negar. Bluetooth té implementacions amb llicència GPL. Tanmateix, l'SDK de Matter principal té llicència sota Apache 2.0 juntament amb les implementacions Typescript i Rust.